# Poggendorfer Trebel
Die Poggendorfer Trebel ist ein Fluss in Mecklenburg-Vorpommern. Sie ist der größere der der beiden Quellflüsse der Trebel und darum als deren Oberlauf klassifiziert. Sie entspringt nördlich des Ortes Zarnewanz auf dem Gebiet der Gemeinde Süderholz. Von dort fließt sie in westlicher bis nordwestlicher Richtung ab. Nach der Unterquerung der Autobahnbrücke der A 20 fließt sie nordwärts durch Grimmen und grenzt hier die Bahnhofsvorstadt von der Altstadt ab. Dann schließt von Osten der Schwedengraben an, der über eine Pseudobifurkation die Trebel mit dem Ryckgraben verbindet. Danach wendet sich die Poggendorfer Trebel nach Westen und vereinigt sich mit der nordwestlich entspringenden Kronhorster Trebel zur Trebel, die bis Tribsees weiter nach Osten, dann aber nach Südwesten fließt.